# تبلدي وافر
تبلدي وافر (الاسم العلمي:Adansonia za) هو نوع من النباتات يتبع جنس التبلدي من الفصيلة الخبازية.

## التسمية
من الأسماء الأخرى لهذا النبات: باوباب وافر وبوحباب وافر وأدانسونية وافرة وخبز القرود الوافر

## مرادفات الاسم العلمي
- تبلدي أبيض (الاسم العلمي:Adansonia alba)
- تبلدي بوزي (الاسم العلمي:Adansonia bozy)
- تبلدي وافر نويع البوانيني (الاسم العلمي:Adansonia za var. Boinensis)
- تبلدي وافر نويع الوافر (الاسم العلمي:Adansonia za var. Bozy)

## صور

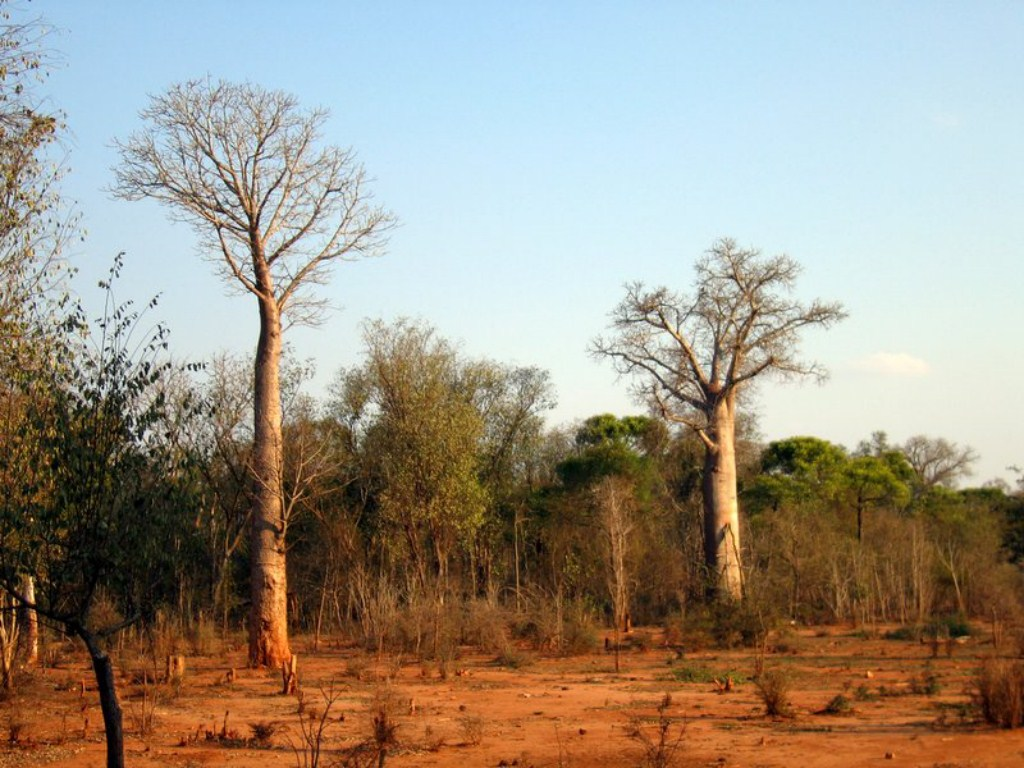
شجر تبلدي وافر
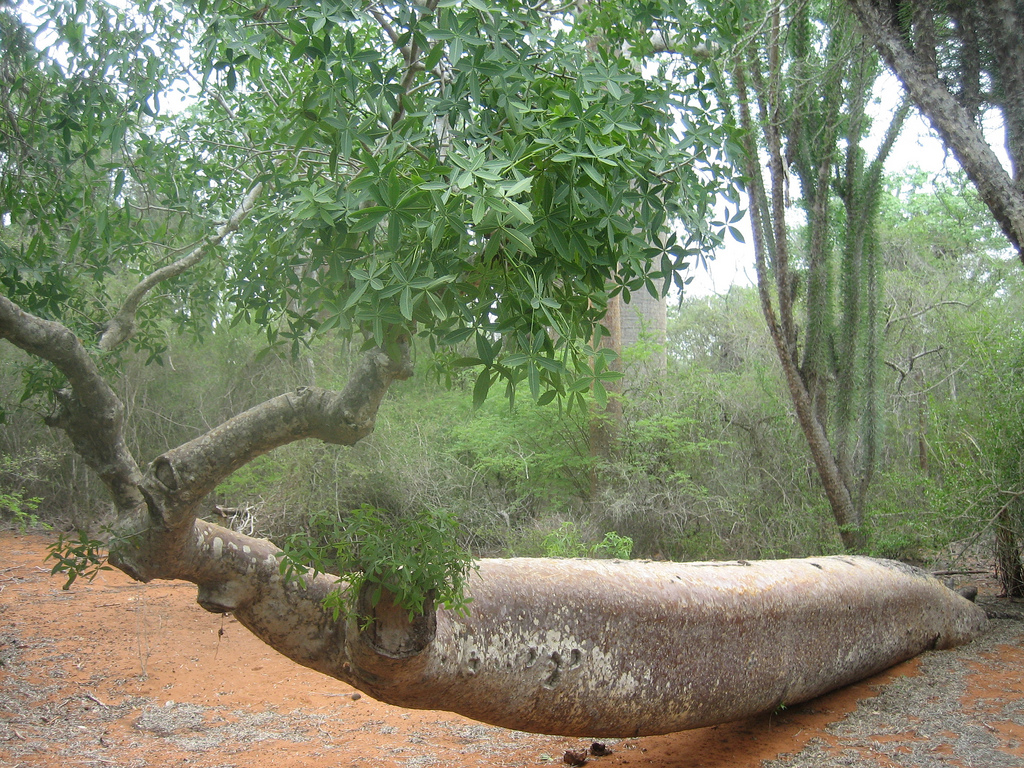
شجرة تبلدي وافر مائلة